# Rezerwa jawna
Rezerwa jawna, rezerwa zimna, rezerwa nieobciążona – utrzymanie dodatkowego urządzenia (zespołu wytwórczego, transformatora) w gotowości do pracy i włączenie go w stan obciążenia w czasie awarii innych urządzeń. 
Zabezpieczenie takie stosuje się, między innymi, w systemach elektroenergetycznych (np. KSE) i rozdzielniach.